# Corydon (Kentucky)

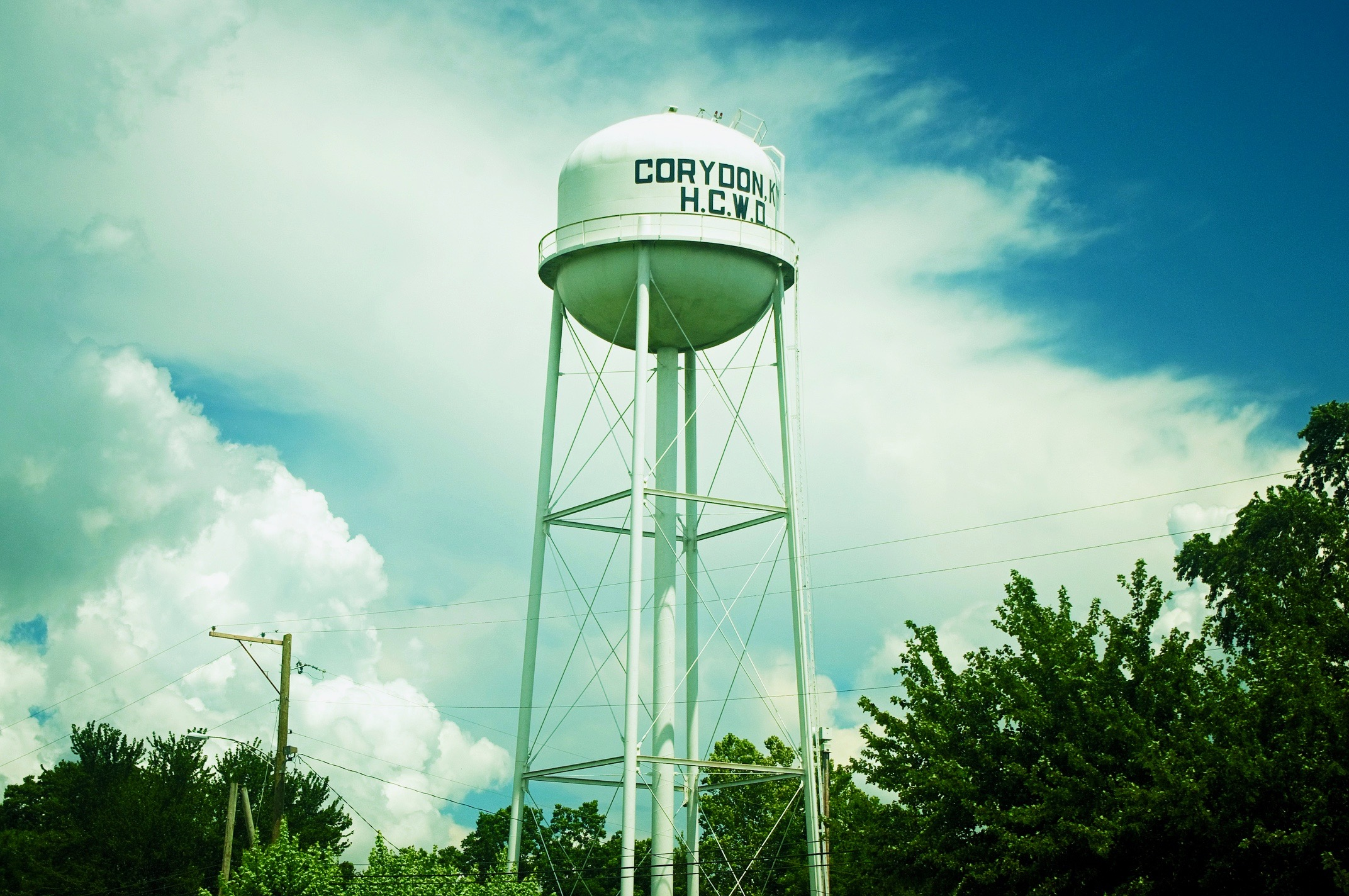
Château d'eau

Pour les articles homonymes, voir Corydon.
La ville de Corydon  (en anglais [ˈkɒrɪdən) est située dans le comté de Henderson, dans l’État du Kentucky, aux États-Unis. Sa population s’élevait à 720 habitants lors du recensement de 2010, estimée à 702 habitants en 2016.

## Source
- (en) Cet article est partiellement ou en totalité issu de l’article de Wikipédia en anglais intitulé « Corydon, Kentucky » (voir la liste des auteurs).

1. ↑  « Population and Housing Unit Estimates » (consulté le 3 mars 2020)
2. ↑  « Census of Population and Housing », Census.gov (consulté le 4 juin 2015)